# Owen County, Indiana
Owen County är ett administrativt område i delstaten Indiana, USA. År 2010 hade countyt 21 575 invånare. Den administrativa huvudorten (county seat) är Spencer. 

## Geografi
Enligt United States Census Bureau har countyt en total area på 1004 km². 997 km² av den arean är land och 7 km² är vatten. 

### Angränsande countyn
- Putnam County - norr
- Morgan County - nordost
- Monroe County - sydost
- Greene County - söder
- Clay County - väst